# Kule (Nowe Bystre)
Kule – przysiółek wsi Nowe Bystre w Polsce, położony w województwie małopolskim, w powiecie tatrzańskim, w gminie Poronin.
W latach 1975–1998 przysiółek administracyjnie należał do województwa nowosądeckiego.